# Adi Asya Katz
Adi Asya Katz (in ebraico עדי כץ‎?; 31 marzo 2004) è una ginnasta israeliana.

## Carriera
Nel 2018 partecipa al Torneo Internazionale di Portimão. In seguito prende parte ai Campionati Europei di Guadalajara classificandosi decima nella gara a team (con le connazionali Shani Kataev, Michelle Segal, Valeriia Sotskova e Bar Shapochnikov) e quinta nella finale al nastro (dietro a Lala Kramarenko, Khrystyna Pohranychna, Talisa Torretti e Tatyana Volozhanina).
Nel 2019 prende parte al Trofeo AGF di Baku, dove si classifica quinta nell'all-around e dove vince due bronzi: uno alle clavette e uno al nastro. In seguito partecipa ai Campionati Mondiali Juniores 2019, dove vince un bronzo nella gara a squadre (con Noga Block e Sonia Leyfman), un bronzo alle clavette e un argento al nastro.

## Palmarès

### Mondiali Juniores
| Anno | Città | Risultato | Specialità |
| ---- | ----- | --------- | ---------- |
| 2019 | Mosca | Bronzo    | Clavette   |
| 2019 | Mosca | Argento   | Nastro     |
| 2019 | Mosca | Bronzo    | Team       |